# Ladestock

„Exercitium mit dem Ladestock“ aus Manuale oder Handgriffe der Infanterie, Abbildung aus einer Dienstvorschrift, um 1735

Der Ladestock diente als Ladehilfe einer Vorderladerwaffe.
Zuerst wurde eine bestimmte Menge Schwarzpulver in den Gewehr- oder Pistolenlauf gegeben. Danach wurde zur Abdämmung und Verdichtung ein Filz mit Hilfe des Ladestocks in den Lauf gepresst.
An dafür vorgesehenen Ladestöcken konnten Kugelzieher, Krätzer oder Ösen befestigt werden. Somit diente der Ladestock nicht nur als Ladehilfe, sondern auch zur Wiedererstellung der Schussfähigkeit sowie zur Reinigung und Pflege der Waffe.
Bei Gewehren wird in der Regel der Ladestock unter dem Lauf, in einer Nut im Schaft untergebracht. Er wird dort von einer Ladestockfeder gehalten. Bei manchen Pistolen gab es eine Ladestockgelenk unterhalb der Mündung. Der Ladestock war so dauerhaft mit der Waffe verbunden und konnte nicht verloren gehen.

## Der eiserne Ladestock
Der eiserne Ladestock wurde 1698 von Leopold I. bei seinen Grenadieren und ab 1718  in der preußischen Armee eingeführt. Vorher waren Ladestöcke aus Holz, die im Gefecht oft zerbrachen, so dass der Musketier nicht mehr einsatzfähig war.
Der eiserne Ladestock war aber auch ein Züchtigungsinstrument beim Spießrutenlaufen. Daher wurde der Begriff zum Sinnbild für drakonische Strenge und Disziplin.
Später wurde der Ladestock aus Stahl gefertigt.